# Rainui Aroita
Rainui Aroita (ur. 25 stycznia 1994 na Tahiti) – tahitański piłkarz grający na pozycji napastnika, reprezentant Tahiti.

## Kariera piłkarska
Rainui Aroita karierę rozpoczął w juniorach AS Arue. Od 2011 roku gra w A.S. Tamarii Faa'a.

## Kariera reprezentacyjna
Rainui Aroita w reprezentacji Tahiti zadebiutował w 26 marca 2013 roku w Noumea w przegranym 0:1 meczu przeciwko reprezentacji Nowej Kaledonii w ramach eliminacji do mistrzostw świata 2014 w strefie OFC i do tej pory rozegrał w niej 1 mecz. Brał udział w Pucharze Konfederacji 2013 w Brazylii. Został powołany na Puchar Narodów Oceanii 2024.

### Mecze i gole w reprezentacji
| L.p. | Data          | Miasto | Przeciwnik     | Wynik | Rozgrywki                   |
| ---- | ------------- | ------ | -------------- | ----- | --------------------------- |
| 1.   | 26 marca 2013 | Noumea | Nowa Kaledonia | 0:1   | Eliminacje do Mundialu 2014 |